# Mancicaris
Mancicaris is een geslacht van kreeftachtigen uit de klasse van de Malacostraca (hogere kreeftachtigen).

## Soort
- Mancicaris sinensis Liang, Guo & Tang, 1999